# یوتی‌سی ۰:۲۰+
زمان‌بندی گرینویچ به علاوه ۰:۲۰ (به انگلیسی: UTC+0:20) برای اندازه گیری زمان کاربرد داشت. از سال ۱۹۰۹ تا ۱۹۴۰ به عنوان زمان آمستردام یا زمان هلند شناخته می‌شد.
از جنگ جهانی دوم زمان به صورت GMT +0h 19m 32.13s تا ۱۷ مارس ۱۹۳۷ شناخته می‌شد که از این تاریخ به بعد به صورت ساده شده (به انگلیسی: UTC+0:20) که همزمان با برلین بود کاربرد یافت و از آن تاریخ به بعد تغییری نیافت.